# Siltit
Siltit (englisch silt = Schlamm) ist ein klastisches Sedimentgestein mit einer durchschnittlichen Korngröße zwischen 2 µm und 0,063 mm. Ein Siltit entspricht damit Gesteinen, die den Schluffsteinen (Siltsteinen) zuzurechnen sind. Die Bezeichnung Siltit ist vor allem bei der Klassifikation von klastischen Kalksteinen gebräuchlich, bei denen die sonst verwendete korngrößenabhängige Bezeichnung Schluffstein nicht sinnvoll ist, weil sie sich in erster Linie auf ein siliziklastisches Gestein bezieht.